# Motorsägenschein
Ein Motorsägenschein (auch Kettensägenschein) ist ein inhaltlich in den einzelnen deutschen Bundesländern nicht genau definierter Qualifizierungsnachweis für private Selbstwerber von Brennholz und gewerbliche Nutzer von Motorsägen. Mindestanforderungen an den Lehrgang werden von den gesetzlichen Unfallversicherungsträgern festgelegt.
Ob ein solcher Nachweis gefordert wird, hängt vom Waldeigentümer ab. Im Staatsforst wird er in der Regel gefordert. In nach dem Waldzertifizierungssystem PEFC zertifizierten Forsten wird er ab 2013 von privaten Selbstwerbern generell gefordert. Bei gewerblich Tätigen wird die Sachkunde hingegen vorausgesetzt.

## Lehrgangsinhalt

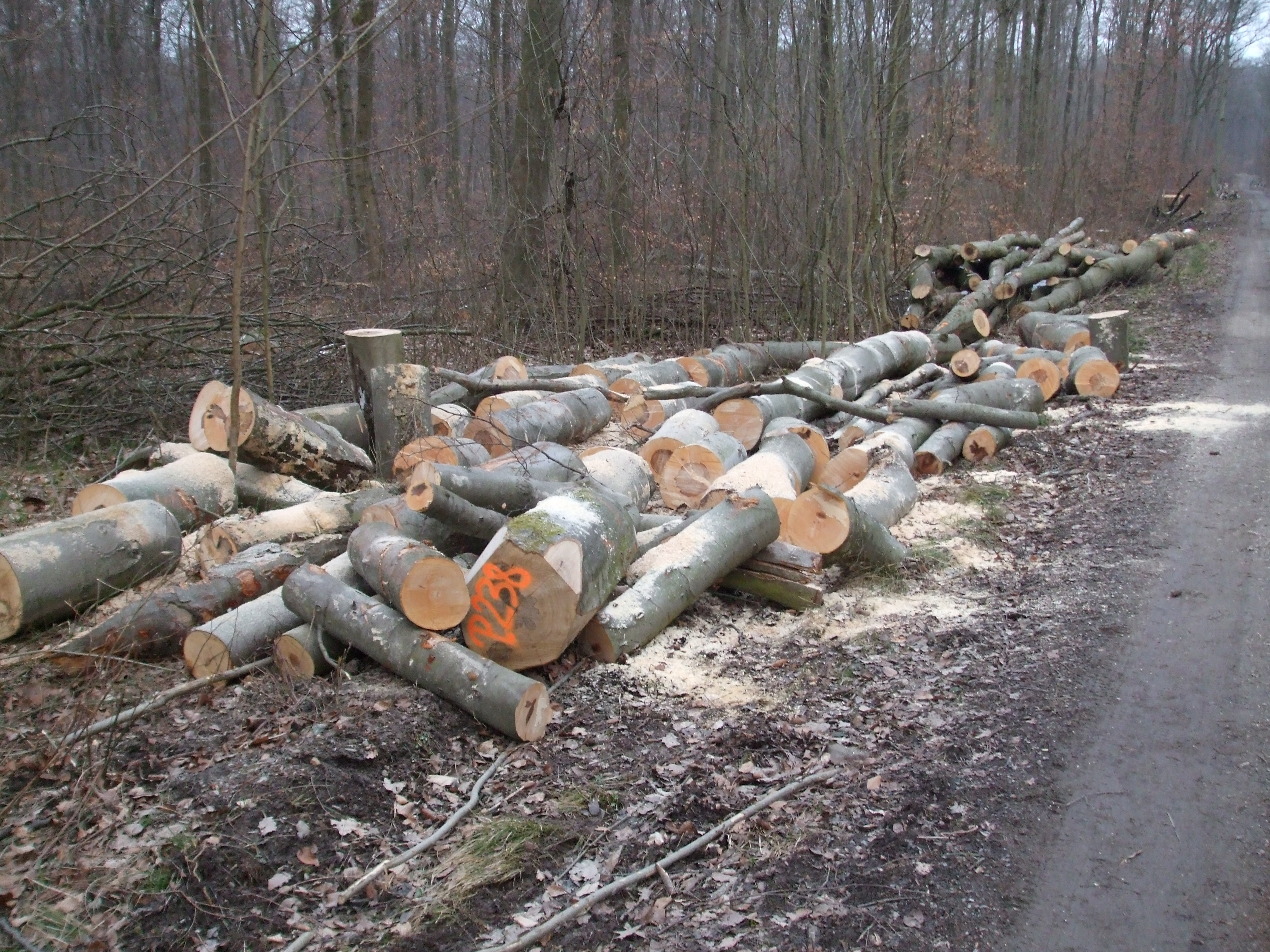
Auf handliche Länge gesägtes Polterholz

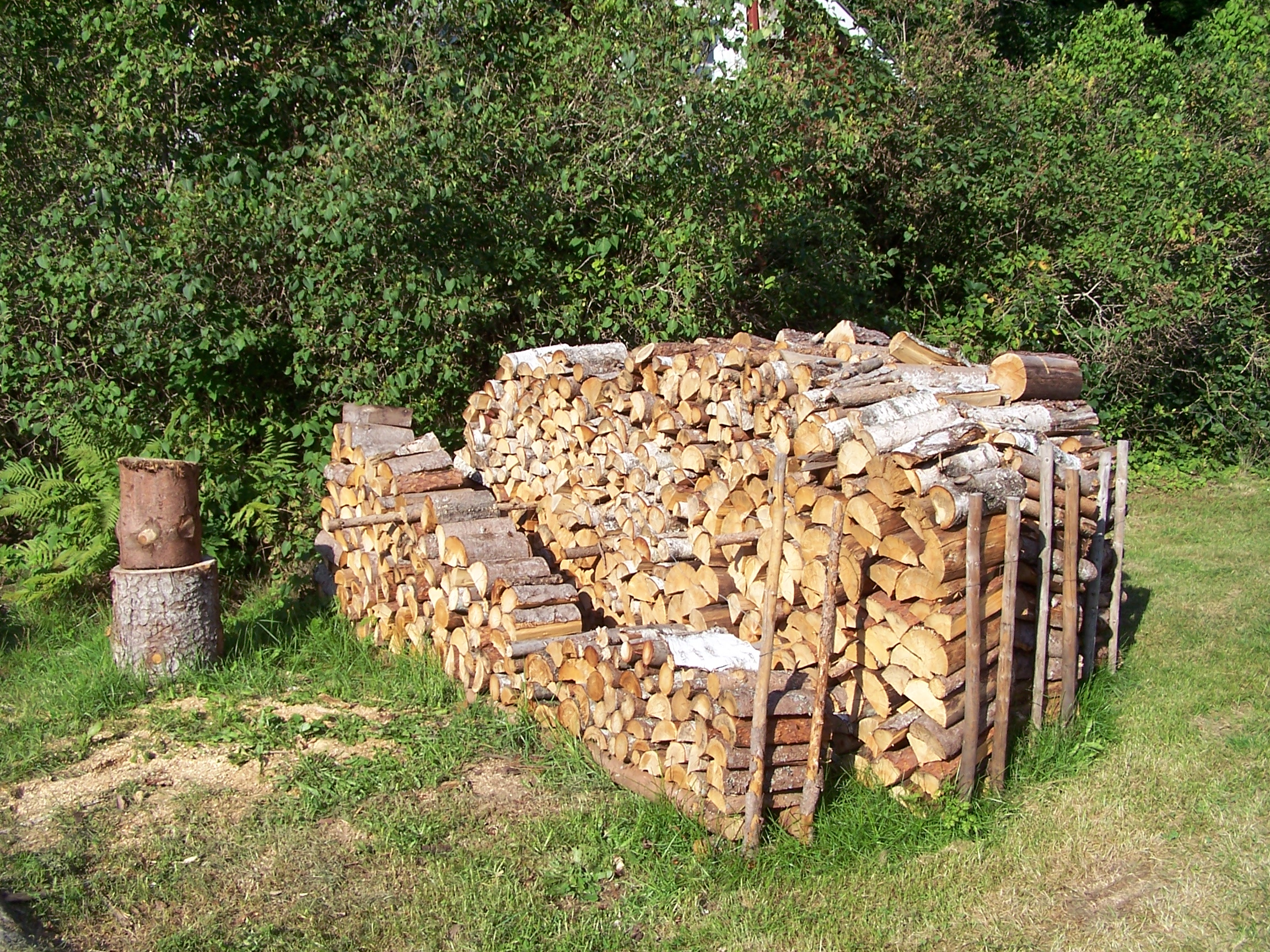
Brennholz

Der Lehrinhalt ist deutschlandweit nicht einheitlich aufgebaut. So wird unterschieden, ob der Anwender die Motorsäge nur für die Brennholzbeschaffung braucht, oder ob der Anwender als Waldbesitzer Arbeiten in größerem Umfang ausführt und entsprechend mehr Kenntnisse benötigt. Der Lehrgang kann acht oder sechzehn Unterrichtsstunden umfassen. Die Lehrinhalte im Einzelnen sind:
- Unfallverhütungsvorschriften nach den Richtlinien der Landwirtschaftlichen Berufsgenossenschaft
- Persönliche Schutzkleidung
- Sicherheitsausstattung der Motorsäge
- Leistungsklasse Betriebsstoffe
- Vorschriften der LGB (Sicherheitsregeln, Sonderkraftstoffregelung, Gesundheitsschutz)
- Kette schärfen in Theorie und Praxis
- Wartung und Pflege der Motorsäge
- Einfache Schneidübung im Wald
- Fällungsübung (nur beim zweitägigen Kurs; für die Bearbeitung liegenden Holzes durch Selbstwerber nicht vorgeschrieben)

Bei Feuerwehren und gewerblichen Anwendern wie Garten- und Landschaftsbauern ist der Schulungsumfang größer, da hier auch Holz unter Spannung geschnitten wird. So verlangt die Gartenbau-Berufsgenossenschaft einen 5-tägigen Motorsägenkurs.
Im Kurs werden der sichere Umgang mit der Motorsäge sowie Aufbau und Funktion der Persönlichen Schutzausrüstung (insbesondere Forsthelm und Schnittschutzhose) erläutert.

## Staatliche Motorsägekurse
In Bayern führt die staatliche Forstverwaltung pro Jahr 1000 bis 1200 unentgeltliche Motorsägenkurse durch. Dies wurde vom Bayerischen Obersten Rechnungshof 2016 beanstandet. Motorsägekurse seien zwar sinnvoll, die Durchführung aber keine staatliche Aufgabe, zumindest müssten kostendeckende Teilnehmerbeiträge erhoben werden.
- Baden-Württemberg: ForstBW[4]
- Brandenburg: Landesbetrieb Forst Brandenburg[5]
- Hessen: HessenForst[6]
- Mecklenburg-Vorpommern: Landesforst Mecklenburg-Vorpommern[7]
- Nordrhein-Westfalen: Landesbetrieb Wald und Holz NRW[8]
- Rheinland-Pfalz: Landesforsten Rheinland-Pfalz[9]
- Saarland: Saarforst Landesbetrieb[10]
- Sachsen: Staatsbetrieb Sachsenforst[11]
- Schleswig-Holstein: Schleswig-Holsteinische Landesforsten[12]
- Thüringen: ThüringenForst[13]

## Das europäische Motorsägenzertifikat (ECC)
Um es Forstarbeitern zu ermöglichen in anderen EU-Ländern zu arbeiten, gibt es seit 2012 das Europäische Motorsägenzertifikat vom Europäischen Rat für Forst- und Umweltkompetenzen (EFESC). Das Zertifikat ist in der gesamten EU gültig und gleich aufgebaut. Stand 2023 gab es in Deutschland rund 2.000 Zertifikatsinhaber und in Österreich rund 500 Zertifikatsinhaber.
Inhalt:
- ECS Modul 1: Technische Grundlagen, Motorsägenwartung, Einschneide-techniken: Dieses Modul definiert die grundlegenden Kenntnisse und Fertigkeiten für Motorsägenführende. Es beinhaltet die Gefährdungen und Belastungen bei der Motorsägenarbeit; Persönliche Schutzausrüstung, Schnitttechniken beim Entasten und Einschneiden aber auch den Gebrauch von Vorlieferhilfen.
- ECS Modul 2: Grundlagen der Schwachholzaufarbeitung: Fällung und Aufarbeitung von Schwachholz, Schnitttechniken bei Vor- und Rückhängern; sicherer Umgang mit hängen gebliebenen Bäumen; Entasten und Einschneiden.
- ECS Modul 3: Fällen und Aufarbeiten von mittelstarkem und starkem Holz: Fäll- und Aufarbeitungstechniken, Sicherheitsfälltechnik, Entastungtechniken; Einsatz von Winden.
- ECS Modul 4: Geworfenes und gebrochenes Holz, Windwurfaufarbeitung: Gefährdungsbeurteilung; Einschneidetechniken; Umgang mit Wurzeltellern; Fälltechniken bei Bäumen mit gebrochenen Kronen; Windeneinsatz im Windwurf